# Nodaria externalis
Nodaria externalis är en fjärilsart som beskrevs av Achille Guenée 1854. Nodaria externalis ingår i släktet Nodaria och familjen nattflyn. Inga underarter finns listade i Catalogue of Life.